# Mont-Saint-Grégoire
Pour les articles homonymes, voir Saint-Grégoire.
Mont-Saint-Grégoire est une municipalité du Québec située dans la MRC du Haut-Richelieu en Montérégie. 

## Toponymie
Elle est nommée en l'honneur du pape Grégoire le Grand.

## Histoire
La Paroisse de Saint-Grégoire-le-Grand et le Village de Mont-Saint-Grégoire étaient situés sur une partie de l'ancienne Seigneurie de Monnoir, initialement concédée à Claude de Ramezay en 1708.
En 1794, Sir John Johnson acquit des héritiers Ramezay la seigneurie sur laquelle allaient se développer, plus tard, les municipalités de Marieville, de Sainte-Brigide-d'Iberville et une partie de Saint-Alexandre. Le juge Jean-Roch Rolland acheta de Johnson, en 1826, le territoire seigneurial. Ce sont surtout Johnson et Rolland qui permirent la colonisation du grand Saint-Grégoire-le-Grand.
Au centre de la Paroisse s'élève une montagne faisant partie des Montérigiennes, le mont Saint-Grégoire, qui fut connue au cours de son histoire sous différents noms : citons Sainte-Thérèse, Monnoir, Johnson. Cette colline, haute de 220 mètres au-dessus de la plaine environnante, est constituée de granit. Pendant plus de 70 ans, on y exploita d'importantes carrières qui ont quelque peu "défiguré" la montagne, notamment sur son flanc sud-est.
Aujourd'hui, on trouve autour de la montagne deux industries fort prospères : la pomiculture et l'exploitation de la sève des érables. Chaque printemps, des milliers de touristes viennent de la région avoisinante, et même des États-Unis, se régaler des produits de l'érable (sirop, sucre, tire, etc.).
C'est Johnson qui attira les premières familles autour de la montagne. En 1797, le Grand-Bois, l'une des concessions sises au nord, comptait déjà près de 400 habitants. Soit dit en passant, les restes de Sir John Johnson furent déposés dans sa voûte familiale, laquelle était située, il y a encore une cinquantaine d'années, au pied de la montagne, non loin de son manoir.
C'est en 1831 que naît le projet de fonder une paroisse catholique dans cette partie de la seigneurie : à l'époque, les habitants devaient se rendre, soit à Marieville, soit à Saint-Athanase-d'Iberville pour accomplir leurs devoirs religieux. Le 30 avril 1836, on signa un premier décret pour l'érection canonique de la paroisse connue à cette époque sous le nom de Saint-Raymond-Nonnat. Un autre patron, saint Grégoire le Grand, pape et docteur de l'Église, fut donné à la paroisse naissante en 1838. Certaines difficultés internes firent que le décret d'érection de 1836 fut aboli. En janvier 1847, un deuxième décret fut signé par l'évêque et, en mai suivant, l'érection civile fut décrétée.
En 1841, on érigea la première église. Cette bâtisse, encore debout, est sise juste en face de l'église actuelle qui, elle, date de 1852. La "vieille" église servit de salle des habitants, de résidence curiale, d'école, de maison du bedeau, de salon funéraire et de salle communautaire. Alfred Bessette, alias le bienheureux Frère André, le fondateur de l'Oratoire Saint-Joseph du Mont-Royal, à Montréal, y fut baptisé en 1845.
L'église actuelle est l'œuvre de l'architecte Victor Bourgeau (1809-1888), originaire de Lavaltrie. Les plans du presbytère furent conçus par l'architecte Adolphe Lévesque, en 1878. La bâtisse accueillit son pasteur en 1880.
À Saint-Grégoire, il y eut de tout temps un intérêt pour l'éducation et pour l'instruction. À un certain moment de son histoire, la Paroisse comptait dix écoles sur son territoire. Au lendemain du Rapport Parent, en 1960, on centralisa. Dès 1956, on avait érigé une école dite École Frère-André, située dans le Village, école élémentaire qui a subi certains ajouts depuis son érection. Les Religieuses Saint-Joseph de Saint-Hyacinthe œuvrèrent pendant 37 ans au service de la population grégorienne. Les institutrices et instituteurs qui ont instruit la jeunesse grégorienne se comptent par centaines. Quarante-sept commissaires d'école ont présidé aux destinées de l'éducation à Saint-Grégoire, dans trois commissions scolaires différentes.
Le premier Conseil municipal élu à Saint-Grégoire le fut en 1845 avec le maire Henry Scott Colman à sa tête. Cette forme de constitution municipale fut abolie et remplacée en 1855 par une nouvelle. En juillet de cette dernière année, le maire Jean-Baptiste Chevalier dirigea les destinées municipales. Quarante-quatre maires se sont succédé depuis, dirigeant deux municipalités civiles (la Paroisse et le Village).
Saint-Grégoire fut et demeure un territoire agricole, même si certaines industries s'y sont développées.
C'est le 21 décembre 1994 que la Municipalité de Mont-Saint-Grégoire fut créée, issue du regroupement du Village de Mont-Saint-Grégoire et de la Paroisse de Saint-Grégoire-le-Grand.

## Géographie
La municipalité a le privilège d'avoir sur son territoire le mont Saint-Grégoire, une petite colline montérégienne dont le sommet atteint 251 mètres. Le mont est couvert en grande partie par une forêt d'érables à sucre, offrant de magnifiques couleurs automnales.
Tout autour ce ne sont que des terrains plats occupés par des vergers de pommiers, des cultures de maïs, de soja et autres céréales. Sur l'horizon émergent les silos agricoles de fermes laitières.
Son territoire est traversé par l'importante route 104 qui relie Laprairie à Lac-Brome en passant par la proche métropole de Saint-Jean-sur-Richelieu.

## Démographie
| 1991  | 1996  | 2001  | 2006  | 2011  | 2016  | 2021  |
| ----- | ----- | ----- | ----- | ----- | ----- | ----- |
| 3 023 | 3 112 | 3 102 | 2 922 | 3 086 | 3 077 | 3 136 |

## Administration
Les élections municipales se font en bloc pour le maire et les six conseillers.
| Mont-Saint-Grégoire Maires depuis 2003                                                                               |                 |         |          |
| Élection | Maire           | Qualité | Résultat |
| 2003 | Alain Déom      |         | Voir     |
| 2005 | Suzanne Boulais |         | Voir     |
| 2009 | Suzanne Boulais | Voir    |          |
| 2013 | Suzanne Boulais | Voir    |          |
| 2017 | Suzanne Boulais | Voir    |          |
| 2021 | Suzanne Boulais | Voir    |          |
| Élection partielle en italique Depuis 2005, les élections sont simultanées dans toutes les municipalités québécoises |                 |         |          |

## Personnage célèbre
- Frère André, le fondateur de l'Oratoire Saint-Joseph du Mont-Royal, est né et a été baptisé à Mont-Saint-Grégoire (en fait dans l'ancien village de Saint-Grégoire-le-Grand) en 1845. Mort en 1937, le Frère André a été béatifié le 24 mai 1982 puis canonisé le 17 octobre 2010. En 1945, un monument est élevé en sa mémoire, hors de l'agglomération, au carrefour des 3e rang N et Rang du Grand Bois, constitué d'une croix de granit de Stanstead de 190 tonnes et de 19 pieds (5,7 mètres environ) de haut. On trouve aussi un buste de bronze représentant le Frère André, sur la rue Saint-Joseph, près du bureau municipal et de l'église.

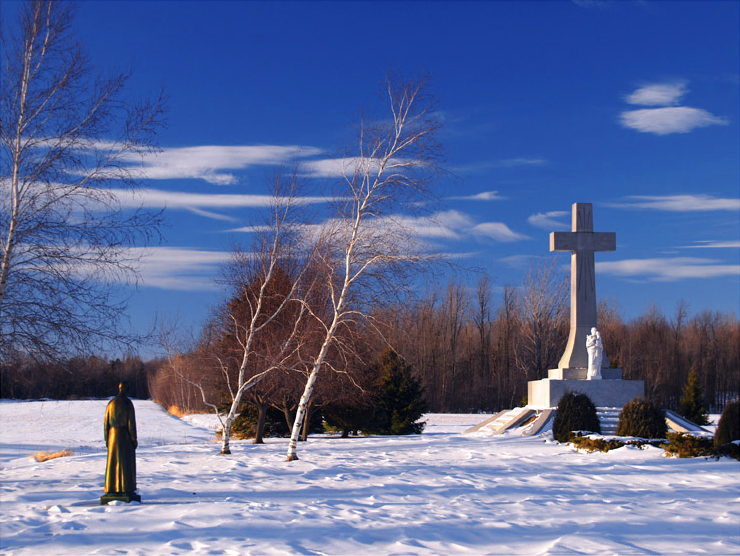
Monument du Frère André
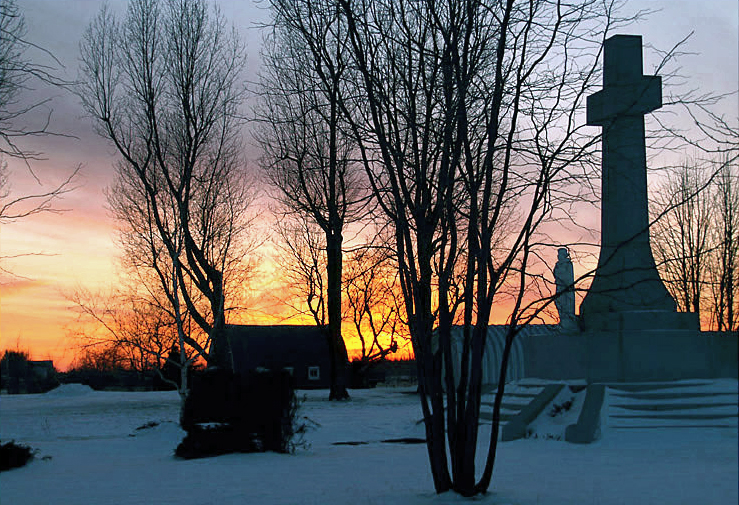
Coucher de soleil sur le Monument du Frère André

## Économie
- Agriculture

Vergers de pommiers, vigne (Clos de la Montagne), cultures de petits fruits, production laitière, élevages bovins, ovins, porcins, cerfs rouges, grandes cultures (maïs, soya et autres céréales)
- Artisanat

Savonnerie, productions de fleurs séchées, de sirop d'érable, de produits dérivés de l'érable, de la pomme, élaboration de plats cuisinés (tourtières, tartes).
Les cabanes à sucre nombreuses sur la commune, sont sources de revenus et d'emplois saisonniers pour beaucoup d'habitants.

## Fêtes et loisirs

Repas de cabane à sucre

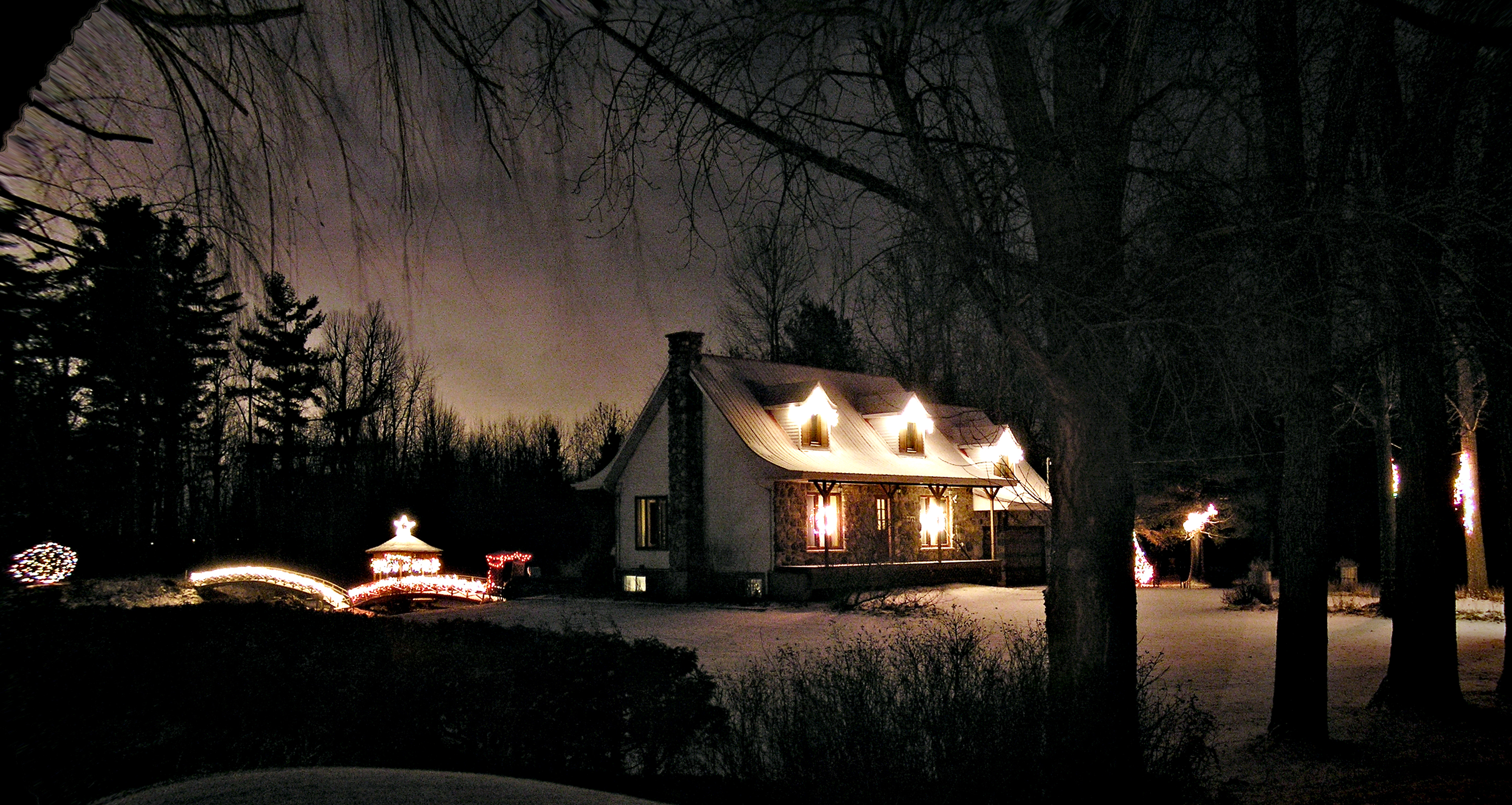
Illuminations de fin d'année

- Les cabanes à sucre. Très nombreuses (plus d'une dizaine), elles attirent tous les jours durant la période de récolte de l'eau d'érable une grande foule de Québécois qui y viennent se sucrer le bec. Hors saison, certains de ces grands établissement sont utilisés pour des réunions, cérémonies et autres manifestations festives.
- Accrobranche : Circuit "Aventures" d'arbre en arbre, chemin du Sous-Bois.
- Randonnée au mont Saint-Grégoire. Cime Haut-Richelieu, un organisme de conservation, est propriétaire de terrains au mont Saint-Grégoire (incluant le sommet) et y a aménagé un réseau de sentiers accessibles à l'année.
- Cueillette libre chez plusieurs producteurs de pommes, entrainant en période de récolte une affluence importante de visiteurs les fins de semaine.
- En période de fin d'année, les maisons et jardins sont parés des décorations de Noël, illuminées dès fin novembre pour certains.
- En période hivernale, des pistes de ski de fond sont tracées dans le boisé au pied du Mont Saint-Grégoire et une piste de motoneige traverse la commune.

## Galerie photos

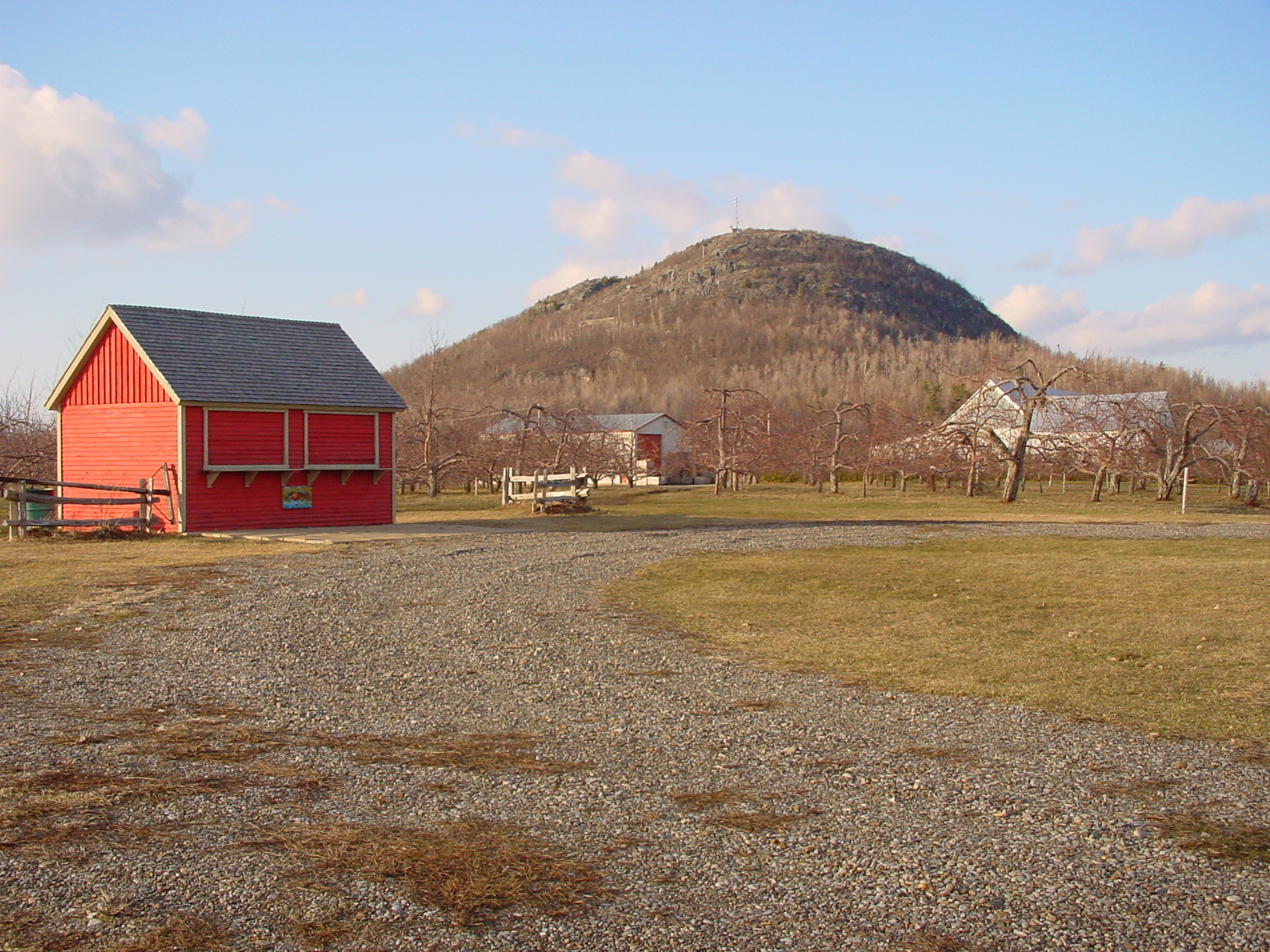
Le mont Saint-Grégoire
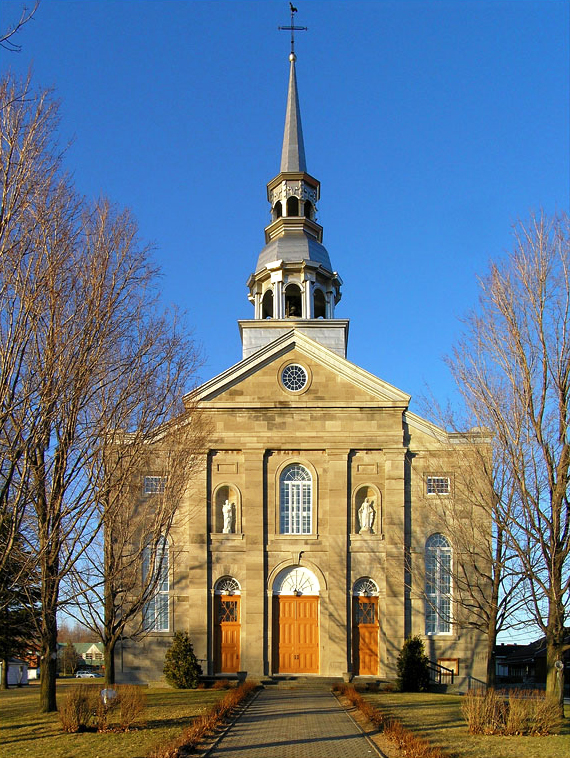
L'église catholique Saint-Grégoire-Le-Grand
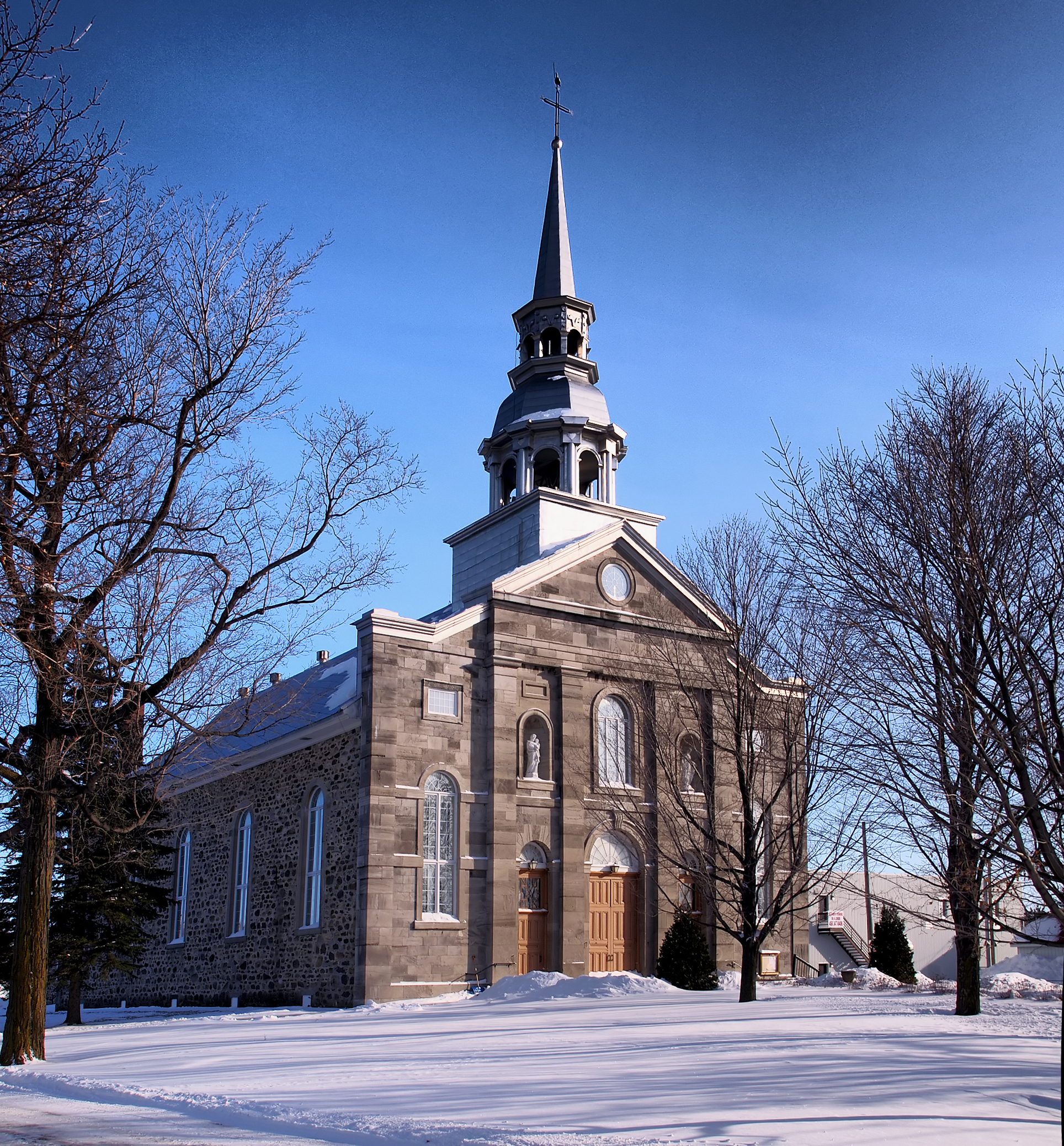
L'église St-Grégoire-Le-Grand
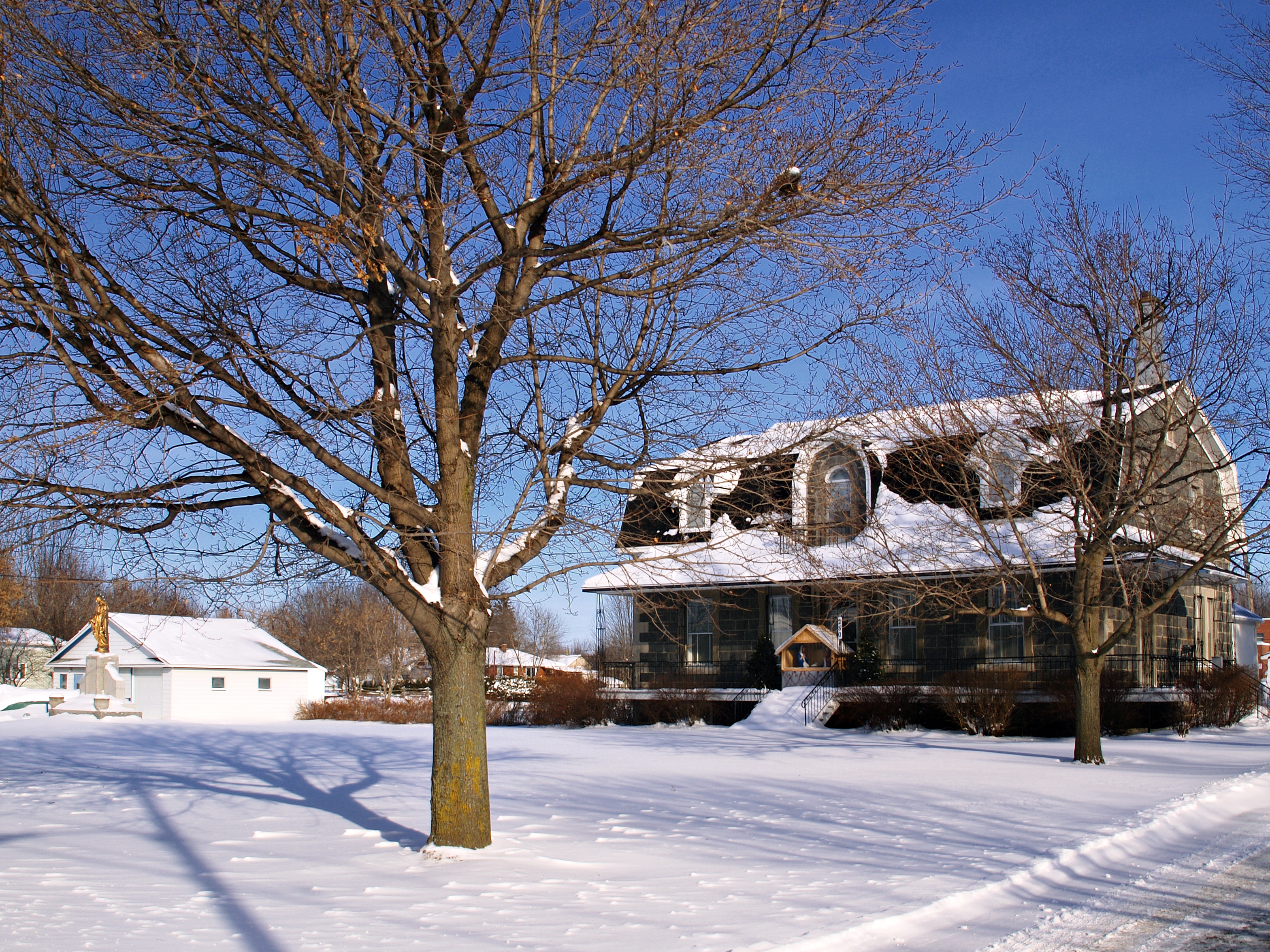
Le presbytère
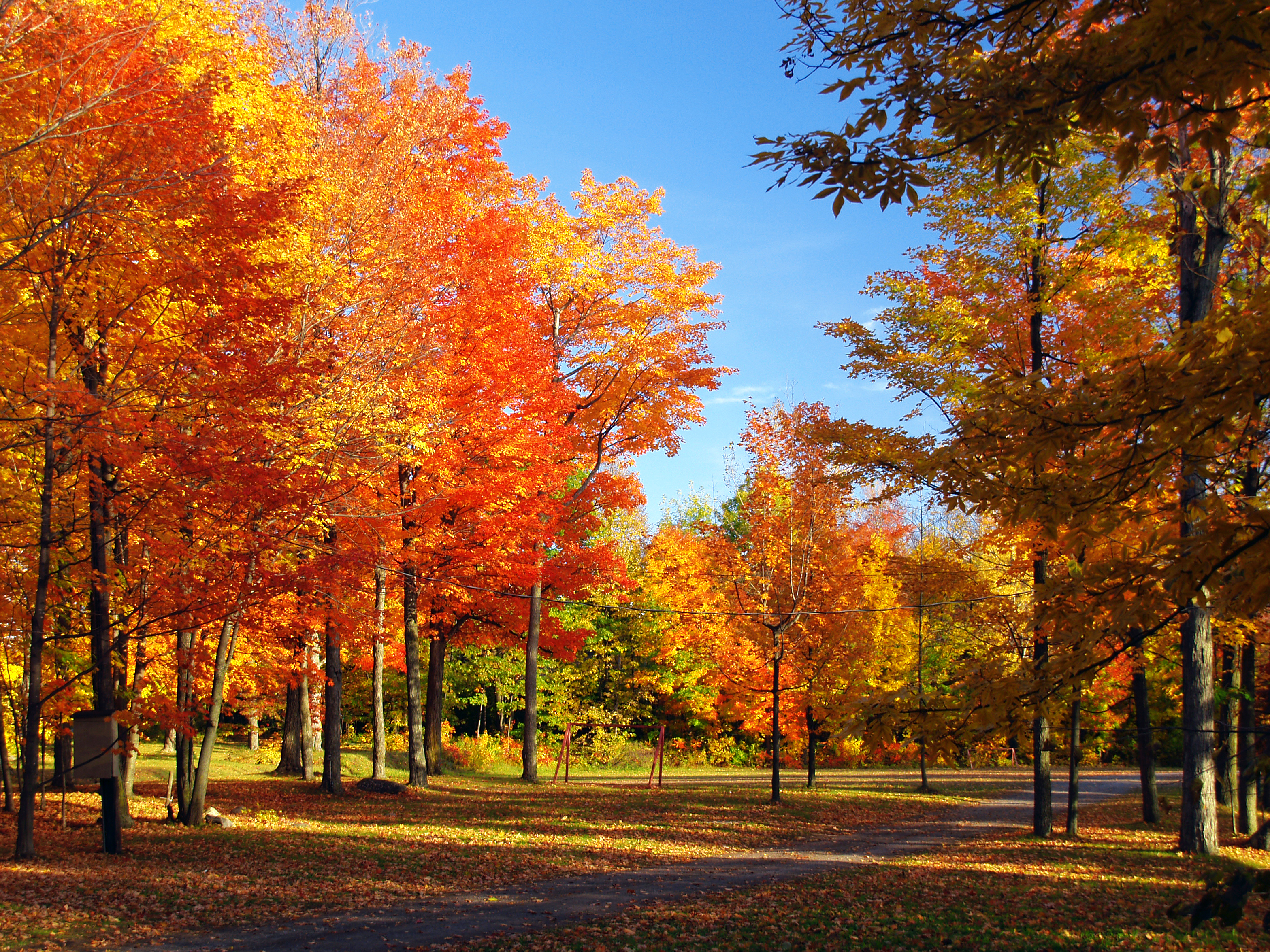
Erablière Denis Charbonneau - Rue des Ecureuils
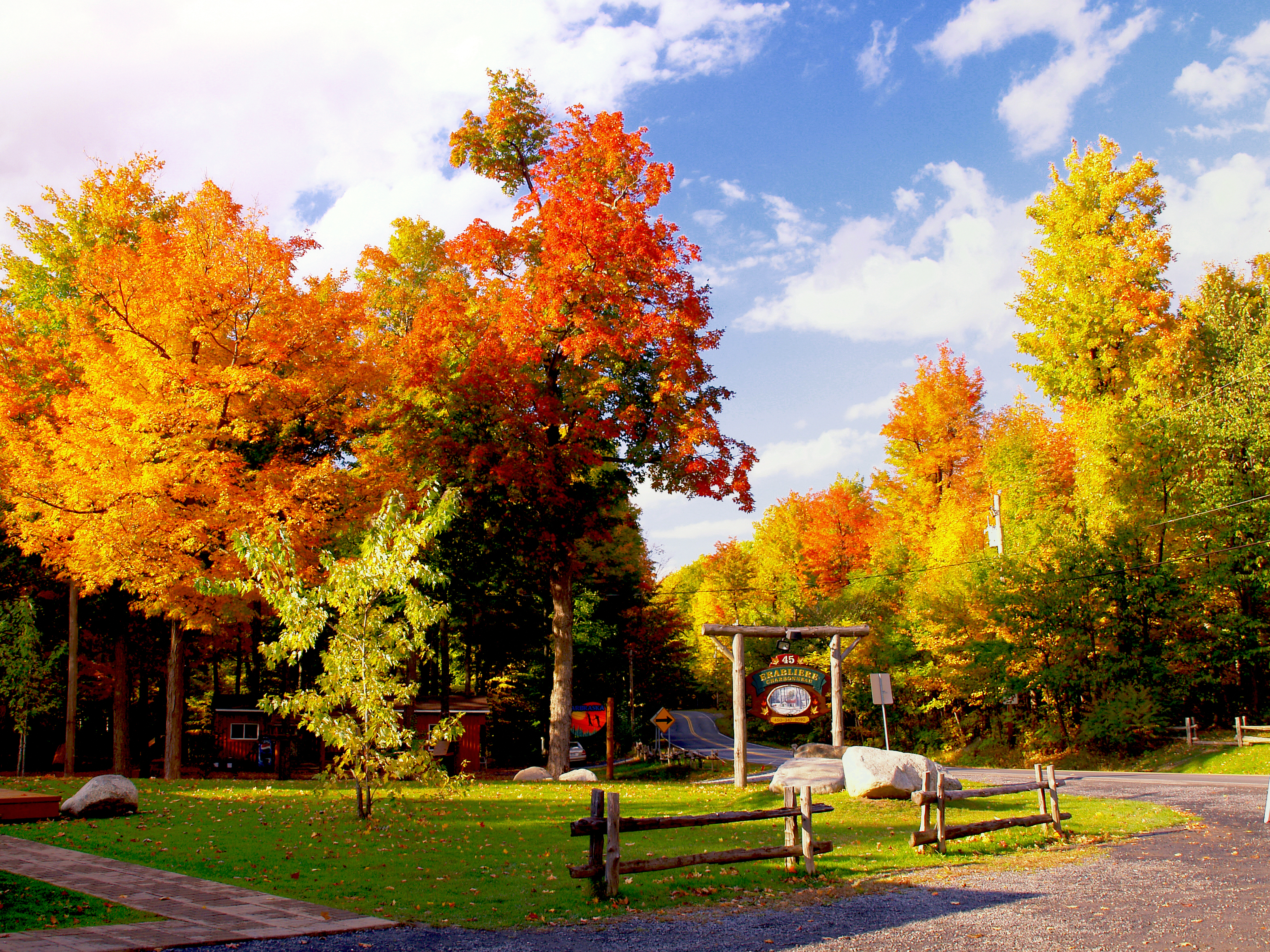
Chemin du Sous-Bois
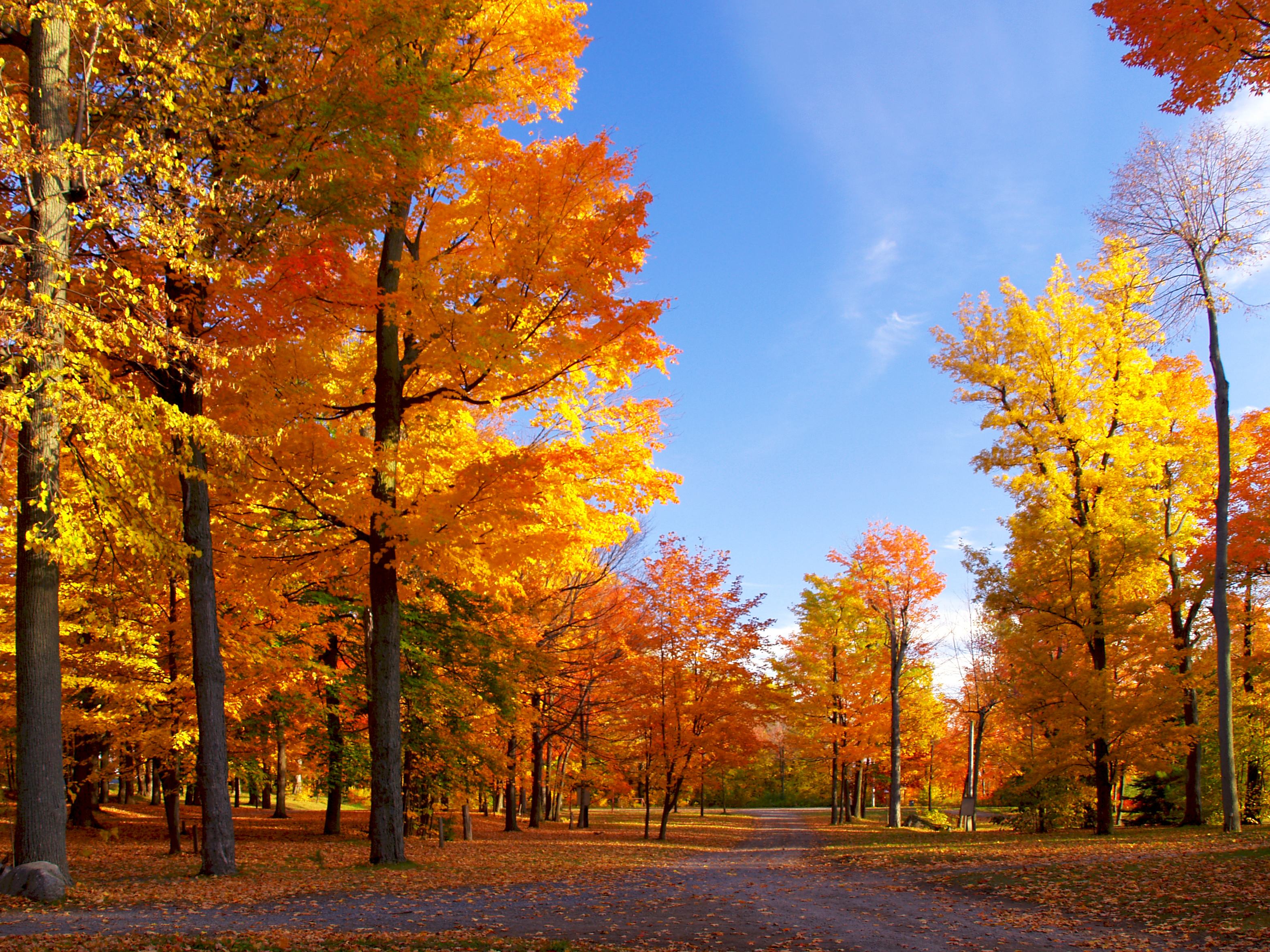
Couleurs d'automne
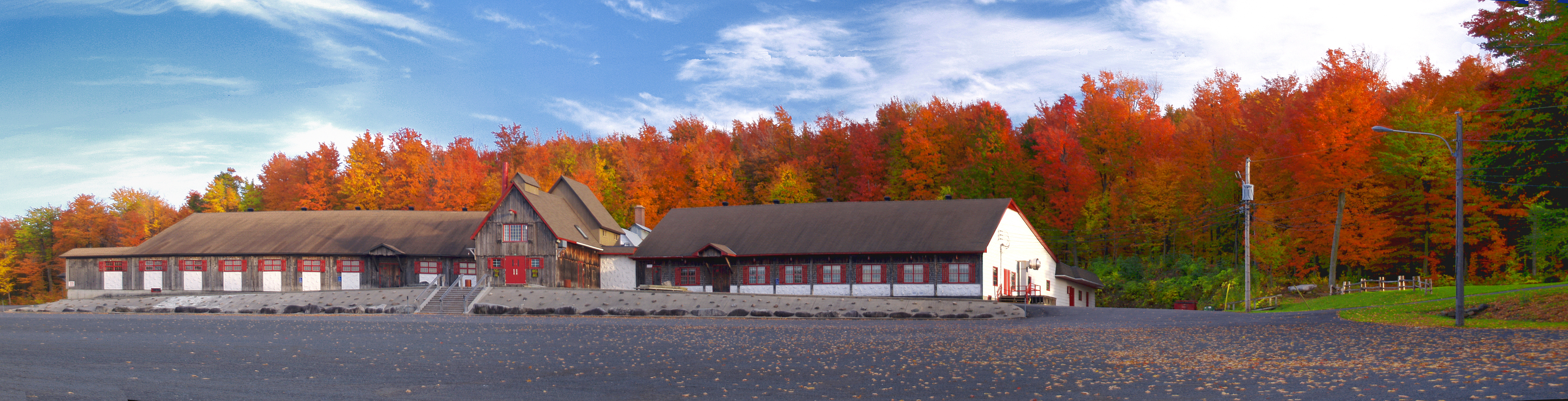
Une des plus grandes érablières du Chemin du Sous-Bois